# Wet op de jeugdzorg
De Wet op de jeugdzorg was een Nederlandse wet die in 2005 van kracht is geworden en geldig was tot 1 januari 2015. Per die datum is de wet vervangen door de Jeugdwet.
De wet beoogde hulp te bieden aan jongeren en ouders bij het oplossen van opgroei- en opvoedproblemen. Het bureau Jeugdzorg stond centraal in de wet. Dit bureau beoordeelde of jeugdzorg nodig was en zorgde voor aansluiting op jeugdhulpverlening, de jeugdgeestelijke gezondheidszorg en justitiële jeugdinrichtingen. Ook behoorden tot de taken van het bureau gezinsvoogdij, jeugdreclassering en het Advies- en Meldpunt Kindermishandeling. De provincie subsidieerde het bureau Jeugdzorg.

## Uitvoering door de Provincie
De provincie zorgde ervoor dat inwoners van Nederland toegang hadden tot jeugdzorg en dat jeugdzorg geleverd werd. Per 1 januari 2015 is deze taak overgeheveld naar de gemeente.

### Activiteiten
- het jaarlijks voor 1 oktober vaststellen van een provinciaal beleidskader
- de oprichting en instandhouding van bureau Jeugdzorg
- subsidie voor de regionale zorgaanbieder(s) van jeugdhulp
- een cliëntenvertrouwenspersoon aanstellen
- mogelijk ondersteuning van cliëntenorganisaties via subsidie
- afstemming van het provinciaal beleid met het jeugdzorgaanbod van de volgende partners
  - de gemeenten die zorgen voor preventie en hulp door lokale voorzieningen (bijvoorbeeld via algemeen maatschappelijk werk, thuiszorg en de gemeentelijke gezondheidsdienst)
  - de zorgverzekeraars c.q. zorgkantoor, instellingen die de zorg leveren aan jeugdigen met een lichte verstandelijke beperking
  - de geestelijke gezondheidszorg aan jeugdigen
  - de minister van Justitie c.q. Raad voor de Kinderbescherming die gaan over justitiële jeugdzorg

### Middelen
De provincie kreeg voor jeugdzorg doeluitkeringen van de rijksoverheid. Andere partners ontvingen geen middelen voor afstemming en het leveren van persoonsgegevens aan bureau Jeugdzorg op grond van de wet.